# Broklungört
Broklungört (Pulmonaria saccharata) är en strävbladig växtart som beskrevs av Philip Miller. Enligt Catalogue of Life ingår Broklungört i släktet lungörter och familjen strävbladiga växter, men enligt Dyntaxa är tillhörigheten istället släktet lungörter och familjen strävbladiga växter. Arten förekommer tillfälligt i Sverige, men reproducerar sig inte. Inga underarter finns listade i Catalogue of Life.

## Bildgalleri

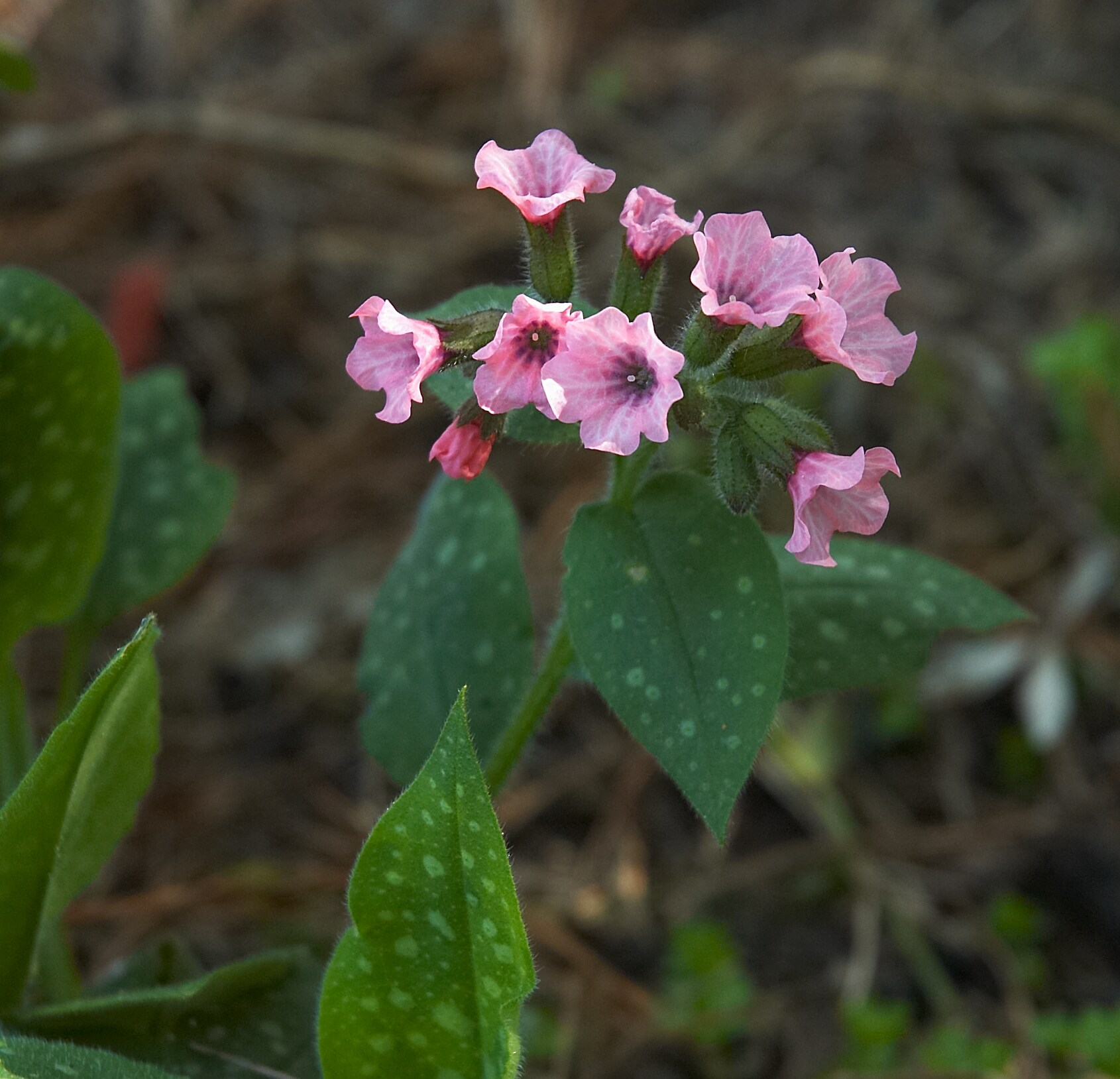
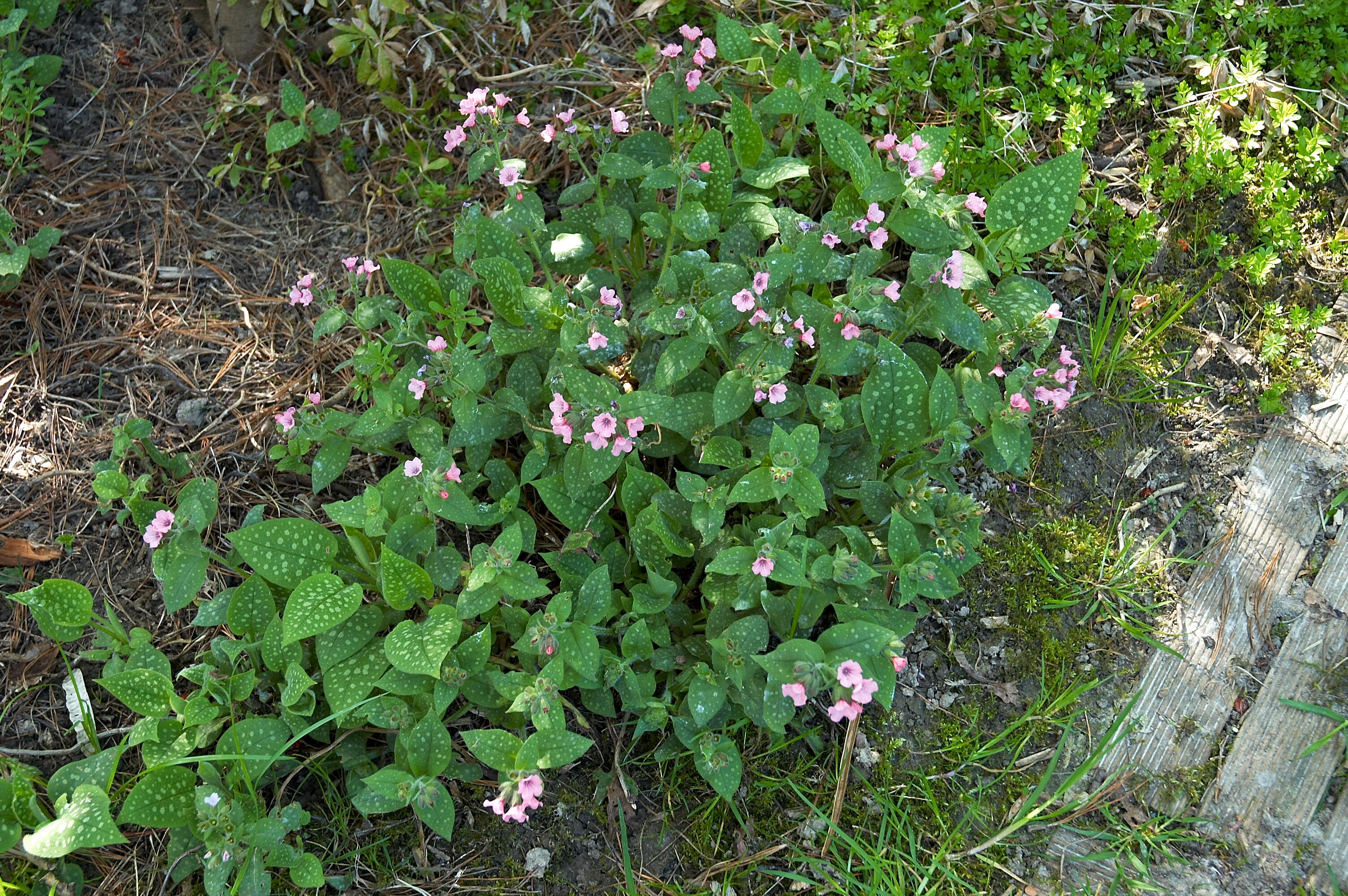
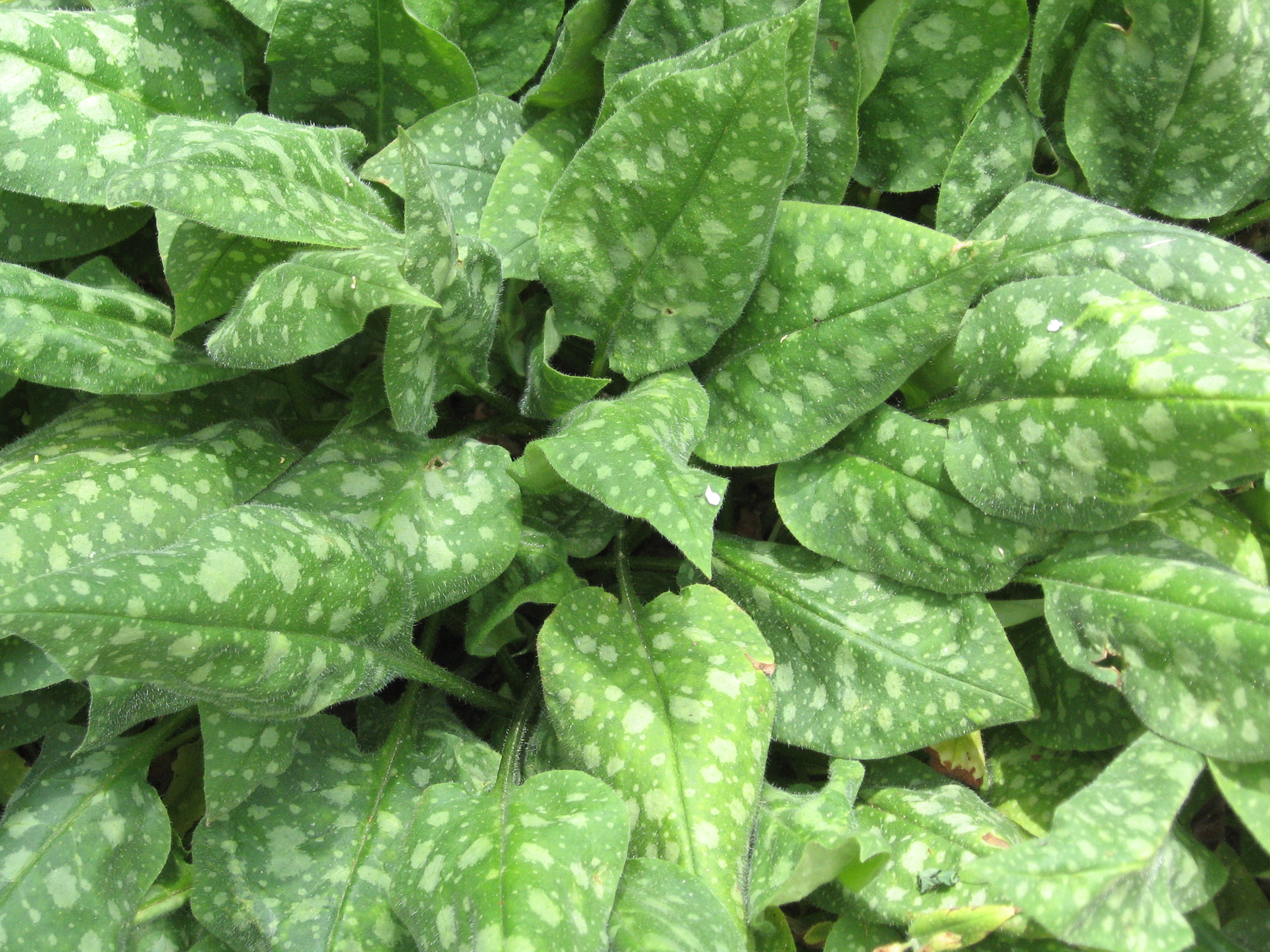
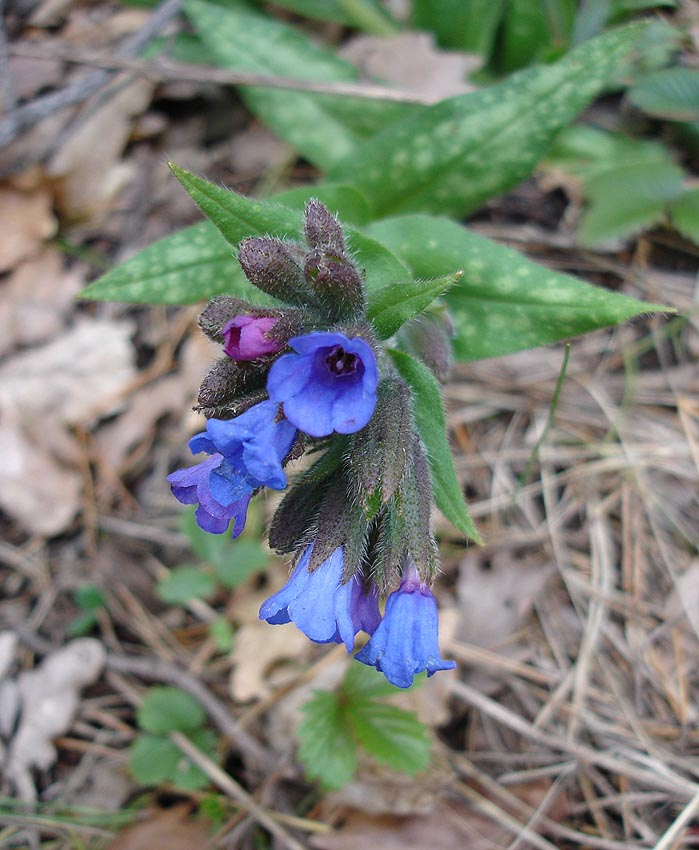
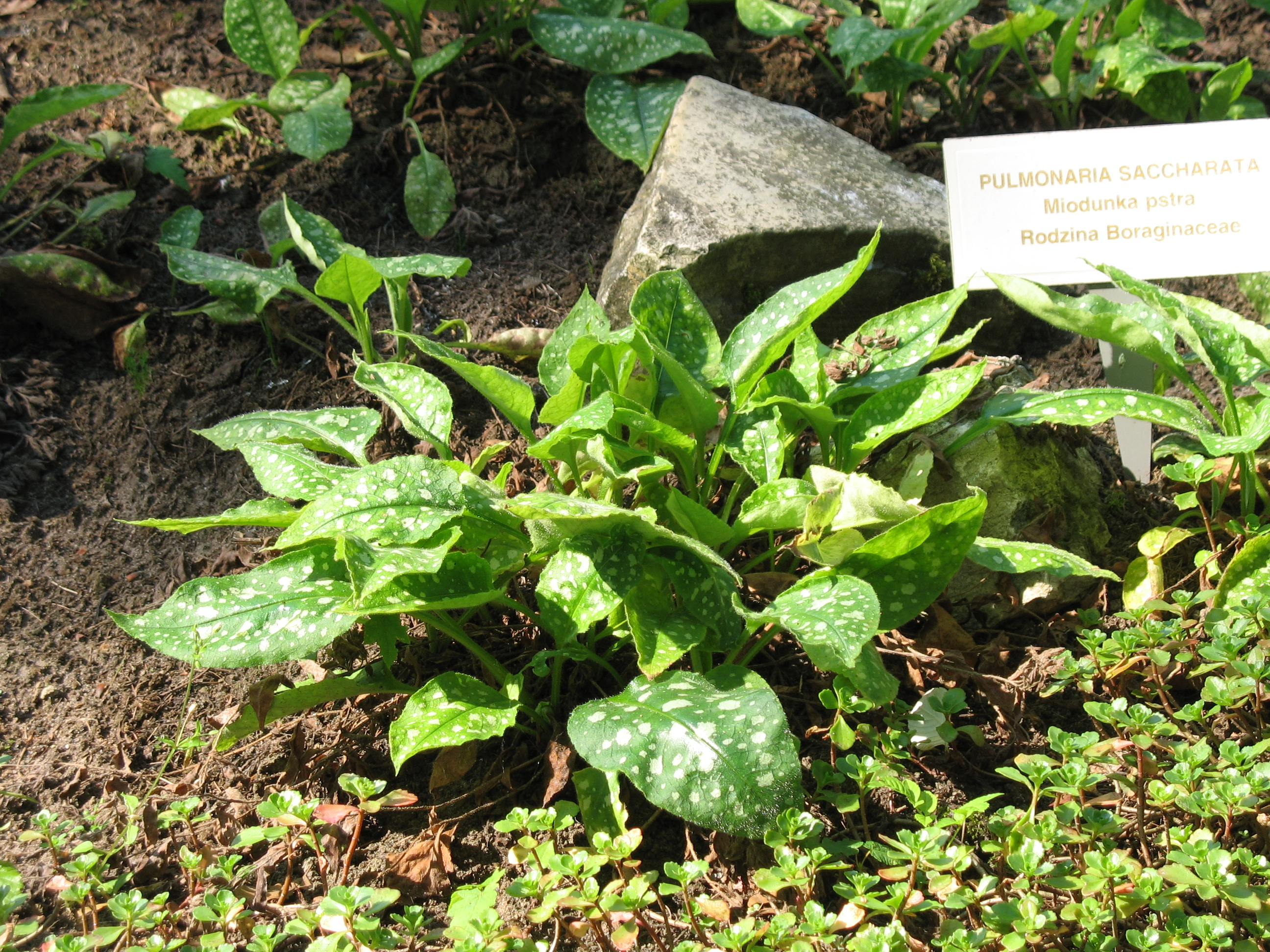
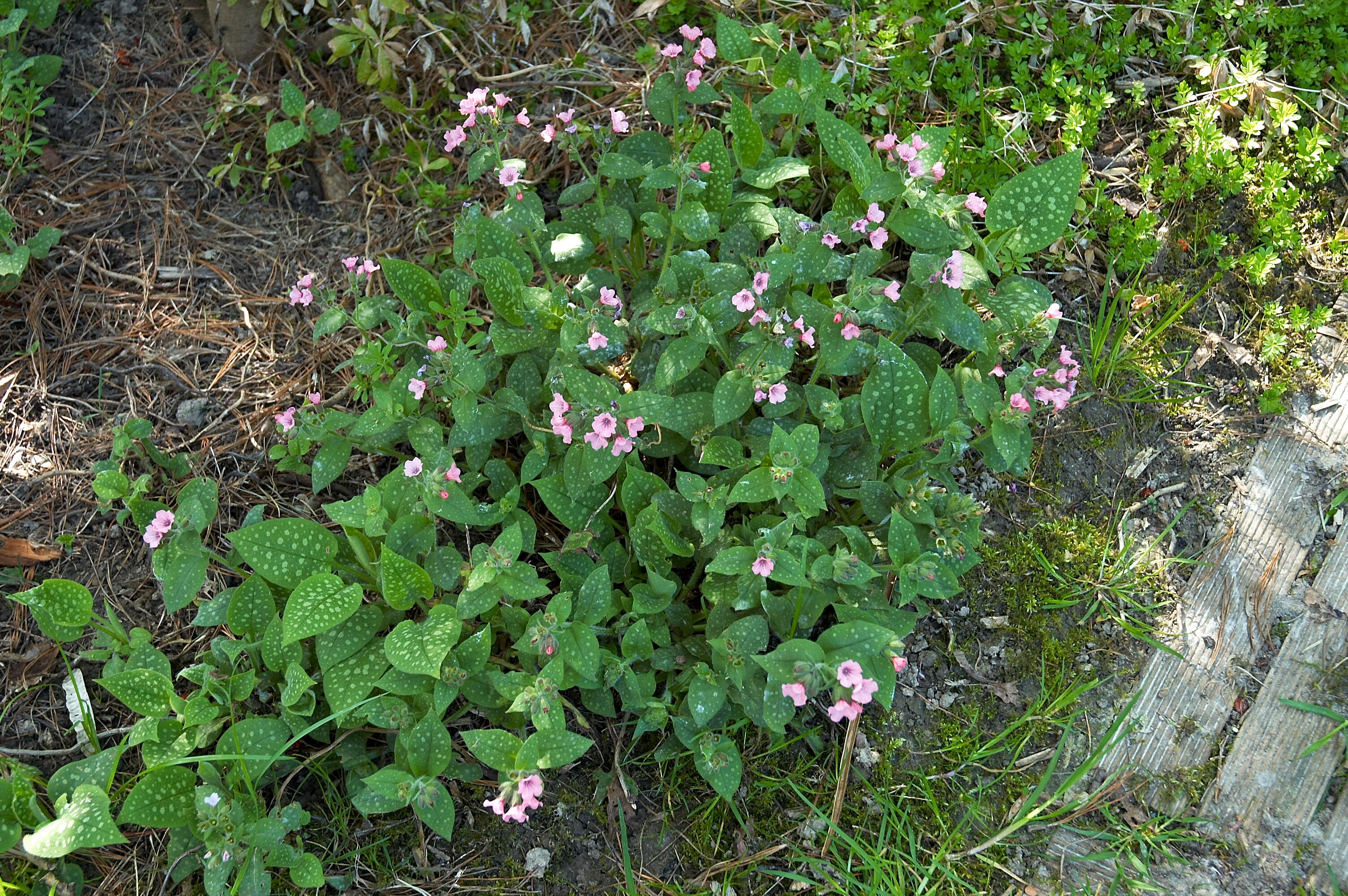